# Топологічна мапа

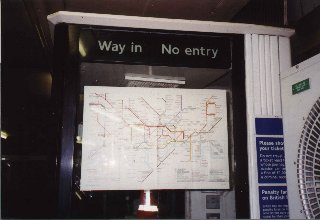
Топологічна мапа підземних тунелів Лондона

У картографії і геології, топологічна мапа це такий тип діаграми, який був спрощений так щоб містити лише важливу інформацію, а неважливі деталі були усунуті. Ці мапи не мають масштабу, а дистанції та напрямки є предметом вибору і варіації, але зв'язок між точками зберігається. Хорошим прикладом таких мап є мапи підземних станцій метро.
Назва «топологічна мапа» успадкована від топології, галузі математики, яка вивчає властивості об'єктів, які не змінюються із деформацією об'єкту, так само як мапа метро залишається корисною інформацією, хоча не точно передає фактичну просторову структуру системи підземних тунелів.